# Villamoratiel de las Matas
Villamoratiel de las Matas est une commune d'Espagne dans la province de León, communauté autonome de Castille-et-León. Elle s'étend sur 37,23 km2 et comptait environ 120 habitants en 2024.Outre la ville principale de Villamoratiel de las Matas, le village de Grajalejo de las Matas appartient à la municipalité.

## Localisation et climat
Villamoratiel de las Matas est situé à environ 30 au sud-est de León , au nord-ouest de la meseta ibérique , à une altitude d'environ 845 m . L' autoroute A-231 traverse le nord-est de la municipalité . Le climat est rude en hiver, mais sec et chaud en été ; les pluies (616 mm/an) tombent principalement pendant les mois d’hiver.

## Évolution démographique
| Année      | 1970 | 1981 | 1991 | 2001 | 2011 | 2021 | 2024 |
| Population | 434  | 318  | 247  | 193  | 155  | 130  | 120. |

Le déclin démographique important observé depuis les années 1950 est principalement dû à la mécanisation de l’agriculture ainsi qu’à l’abandon des petites exploitations et à la perte d’emplois qui en découle (exode rural).

## Site touristique

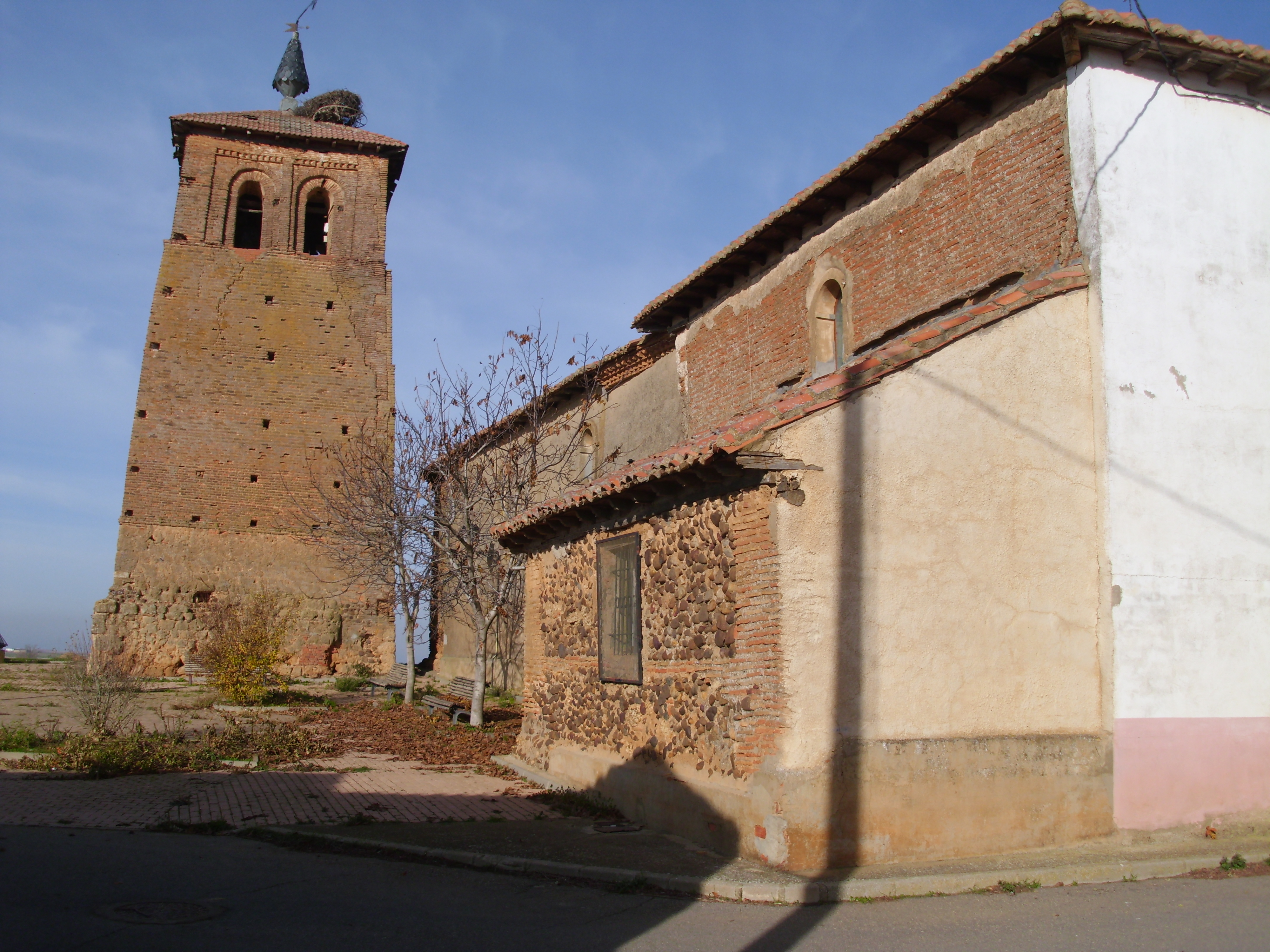
Église Saint-Jean-Baptiste
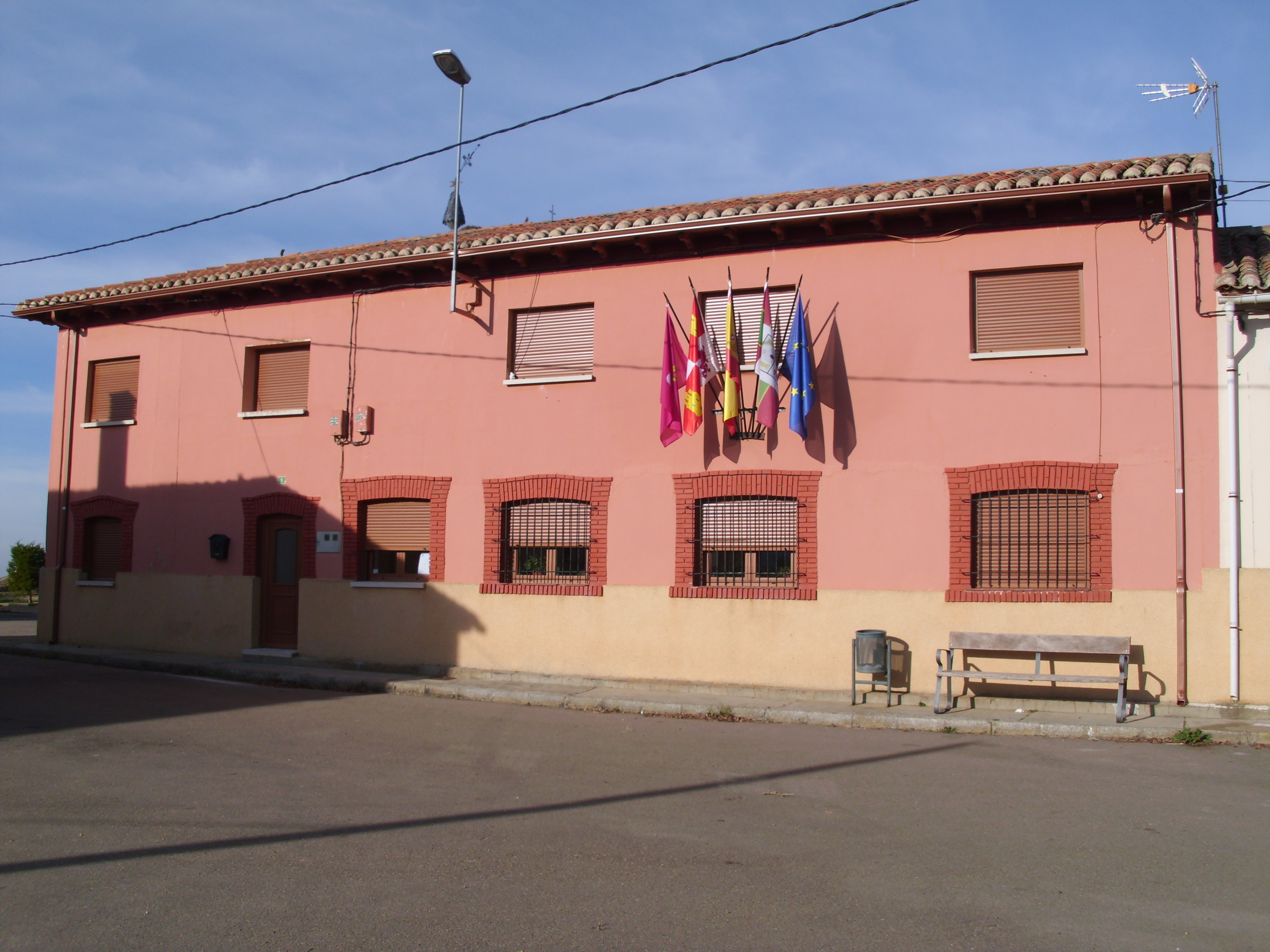
Chapelle Saint-Pierre

- Église Saint-Jean-Baptiste
- Hôtel de ville